# Mynes talboti
Mynes talboti is een vlinder uit de familie Nymphalidae. De wetenschappelijke naam van de soort is voor het eerst geldig gepubliceerd in 1922 door Jurriaanse & Volbreda.